# Alekszej Alekszandrovics Gubarev
Alekszej Alekszandrovics Gubarev (orosz: Алексей Александрович Губарев) (Gvargyejci, 1931. március 29. – 2015. február 21.) szovjet űrhajós.

## Életpálya
A haditengerészeti főiskola elvégzését követően 1952-től repülőtiszt. 1960-ban elvégezte a repülőakadémiát. 1963. január 8-tól részesült űrhajós kiképzésben. Eredetileg a szovjet holdbéli programra gyakorolt. 1975-ben a Szojuz-17 űrhajó fedélzetén indult a Szaljut–4 mesterséges űrállomásra, ahol első személyzetként egy hónapig szolgált. Az Interkozmosz-program keretében a csehszlovák Vladimír Remek űrhajós társaként a Szojuz–6 fedélzetén szolgált. Összesen 37 napot, 11 órát és 36 percet töltött a világűrben. 1981. szeptember 1-jén kilépett az űrhajós kötelékből. A Jurij Gagarin űrhajózási központ adminisztrációs vezetője lett.

## Űrrepülések
- 1975. január 11.–1975. február 10. között a Szojuz–17 parancsnoka.
- 1978. március 2.–1978. március 10. között az Interkozmosz-program keretében a Szojuz–28 parancsnoka.

## Tartalék személyzet
- Szojuz–11 tartalék parancsnok
- Szojuz–12 tartalék parancsnok

## Írása
- 1982-ben megírta a  The Attraction Weightlessness könyvet.

## Kitüntetések
Kétszer kapta meg a Szovjetunió Hőse kitüntetést, egyszer a Lenin-rendet. Megkapta a Csehszlovákia Hőse kitüntetést, valamint a Gagarin Aranyérmet.